# جيل بارو
جيل بارو (بالإنجليزية: Jill Barrow)‏ هي مسيرة أعمال بريطانية، ولدت في 26 أبريل 1950.